# 李炯基
李 炯基（イ・ヒョンギ、Lee Hyeong Gi、1933年1月6日 - 2005年2月2日）は大韓民国の詩人、文学評論家。慶尚南道晋州市出身。

## 略歴
1933年1月6日、慶尚南道晋州市に生まれる。1956年、東国大学校仏教学科を卒業後、連合新聞、ソウル新聞の記者、大韓日報政治部長と文化部長、国際新聞論説委員、編集局長などを歴任した。その後、韓国文人協会の常任理事などを経て、釜山産業大と母校である東国大学校で後輩育成に努めた。1949年高校在学中に文芸月刊誌『文芸』に『비오는 날(雨が降る日)』が推薦され登壇した李の作品世界は3期に区分される。
詩集『적막강산(寂寞江山)』が代表作品である第1期は、生の根源的な孤独と世界の空虚を早くから気づいた人間の精神世界を描いた時期である。この時期の詩には生の虚無が深く感じられるが、それに対し淡々とした姿勢が特徴である。また、世俗的な計算と理解から離れ、存在の無常な流れに身を任せ、悠々自適に生きる超脱の姿を見せている。第2期は、激烈な耽美性が特徴的な1970年代以降の時期である。人間の本質的な虚無を表象する死を目前に自意識の強い人間の絶望的な抵抗の姿、又は強い生命力が否定的に燃焼されることで人間の生を最も極端的に表現するのが第2期の作品の特徴でもある。1980年代半ば以降、李の詩は世界の虚無を第三者として観察する心理的余裕を見せる。現実の変化と恐怖を多少冷静に受け入れる落ち着いた姿勢を見せている。

## 年譜
- 1933年1月6日、慶尚南道晋州市に生まれる[1]。
- 1959年、第2回韓国文学科協会賞受賞。
- 1966年、文化教育部文芸賞受賞。
- 1976年、詩人協会賞受賞。
- 1982年、韓国文学作家賞受賞。
- 1983年、釜山市文化賞受賞。
- 1985年、尹東柱文学賞受賞。
- 1999年、大韓民国文学賞受賞。
- 韓国文人協会常任理事、韓国詩人協会会長などを歴任。
- 2005年、死去。

## 代表作品
- 1963年、적막강산(寂寞江山) [3][4]
- 1971年、돌베개의 시(石枕の詩)
- 1975年、꿈꾸는 한발(夢見る旱魃)
- 1978年、감성의 논리(感性の論理)
- 1980年、한국문학의 반성(韓国文学の反省)
- 1981年、풍선심장(風船心臓)
- 1986年、서서 흐르는 강물(立って流れる川)、바람으로 만든 조약돌(風で作った小石)
- 1995年、알시몬의 배(アルシモンの船)
- 1998年、절벽(絶壁)
- 2000年、존재하지 않는 나무(存在しない木)